# FlyLal
FlyLal (även kända som Lithuanian Airlines och LAL) var det nationella flygbolaget i Litauen, baserat i Vilnius. Det hade både inrikesflygningar och internationella reguljära flygningar. Huvudbasen fanns på Vilnius internationella flygplats. Flygbolaget upphörde med flygningarna den 17 januari 2009 på grund av ekonomiska problem.
FlyLals systerbolag FlyLal Charters, fortsätter att fungera normalt under en separat licens även om FlyLal Charters i juli 2010 bytte namn till Small Planet Airlines.

## Koder
- IATA-kod: TE
- ICAO-kod: LIL
- Callsign: LITHUANIAN

## Historia
Företaget grundades den 1991 och startade verksamheten 29 september samma år som ett passagerarflygbolag kallat "Lietuvos oro linijos" (Lithuanian Air Lines), vilket hade 2 Percival Q-6-flygplan. Bolaget började med flygturer från Kaunas till Palanga och Riga. 1940 ockuperades Litauen av Sovjetunionen och flygbolaget fungerade som regional del av Aeroflot.
Den 20 september 1991 återskapade man företaget och ändrade namn till Lietuvos avialinijos, strax efter självständigheten från Sovjetunionen. Boeing 737-200 introducerades i Lithuanian Airlines flotta, den första inom det forna Sovjet. Fram till 2005 ägdes 100% av företaget av den litauiska staten.
Flygbolaget privatiserades 2005 och bytte då namn till FlyLal. De nya ägarna lade fram planer på att göra om flygbolaget till ett lågprisbolag.

## Destinationer
FlyLal flög till 16 länder i Europa (inklusive codeshare) från huben vid Vilnius internationella flygplats. Från 2006 hade bolaget även internationella flygningar från Palanga internationella flygplats.
- Amsterdam
- Antalya
- Bryssel
- Dublin
- Frankfurt
- Hamburg
- Helsingfors
- Istanbul
- Kiev
- London
- Milano
- Moskva
- Oslo
- Palanga
- Paris
- Stockholm
- Tallinn
- Vilnius

## Flotta
Flottan inkluderade följande flygplan (i augusti 2007)
| Typ            | Antal | Säten   | Noteringar |
| -------------- | ----- | ------- | ---------- |
| Boeing 737-300 | 2     | 138-148 |            |
| Boeing 737-500 | 4     | 109-138 |            |
| Saab 2000      | 6     | 50      |            |

## Färger
Den första Boeingen, då företaget hette Lithuanian Airlines, var målat i rött, med vitt nationalemblem som logotyp. Snart därefter målades alla flygplan med gul-grön-röda ränder (från flaggan). Detta används inte längre på dagens plan, då dessa har blivit ommålade vita med lila logotyp och fena. På fenan är logotypen målad i vitt.

## Codesharepartners
FlyLal hade codesharing med många andra flygbolag:
- Finnair
- Iberia
- KLM
- SN Brussels Airlines
- Aeroflot
- Pulkovo
- DonbassAero
- Aerosvit Airlines